# Eupithecia irenica
Eupithecia irenica là một loài bướm đêm trong họ Geometridae.